# Eierbal
Un eierbal (pluriel : eierballen) est une spécialité néerlandaise à base d’œuf. Il s'agit d'un en-cas populaire aux Pays-Bas, qu'il est possible de se procurer dans de nombreux distributeurs automatiques, cafétérias et snack-bars. En dehors de ce pays, l'eierbal est peu connu. Les premiers eierballen datent du début des années 1950, et proviennent de la ville de Groningue.
Un eierbal se compose d'un œuf enrobé d'une purée de pommes de terre façonnée en boule qui est panée puis frite. Une variante est la friet-ei, qui a la même forme, est panée et frite, mais comporte des morceaux de viande mélangés à la purée.
Le scotch egg est une spécialité écossaise similaire, contenant un œuf enveloppé de viande et en forme de boulette panée et frite.
Le plus grand eierbal du monde est frit le 24 juin 2015 par des étudiants de la province de Groningue. Réalisé avec un œuf d'autruche, sa circonférence est de 44 cm.
Les Pays-Bas ont aujouté la tradition groningoise de l'eierbal à leur liste du patrimoine culturel immatériel,